# ゆるゆり
『ゆるゆり』は、なもりによる漫画作品。『コミック百合姫S』（一迅社）にてVol.5よりVol.14まで連載された後、『コミック百合姫S』の休刊に伴い姉妹誌の『コミック百合姫』（一迅社）に移籍、同誌2011年1月号より連載中。
テレビアニメは、第1期が2011年7月から9月まで、第2期が2012年7月から9月まで、第3期が2015年10月から12月までそれぞれ放送された。2015年2月にはOVAが発売され、そして同年8月、9月には特別編を2話放送した。2018年4月、連載10周年を記念した新作オリジナルアニメーションの制作決定が発表された。放送はすべてテレビ東京系列。アニメ版の詳細は下記の『アニメ』を参照。
本項では、スピンオフ作品である『大室家』（おおむろけ）、『転生したらあかりだけスライムだった件』についても記述する。

## 概要
本作は七森中学校の「ごらく部」に所属する女子4人と、それを取り巻く生徒会の女の子や家族が贈る、時に笑いあり、時に百合ありのまったりとした日常生活を描く。個性的な登場人物たちの中にあって存在感の薄さを理由にいじられる主人公を据え、軽い同性愛にも見えてしまう女子校の気風の中のちょっとした笑いや、片想いが連鎖する人間関係、たまに起こる本気度の高い同性愛感情によるハプニングなどが、緩やかな空気感の中で扱われている。
『コミック百合姫S』連載作品では唯一連載中の漫画である。また、『コミック百合姫』でも最長連載記録を継続しているなど、現代の百合漫画を代表する存在であり、「ゆるゆり以前、ゆるゆり以後」と言われるほど後発の百合漫画に大きな影響を与えている。2019年9月時点で累計発行部数は400万部を突破している。
『コミック百合姫S』連載当時、同誌掲載作品の中では百合色が薄い作品にもかかわらず、当初から読者アンケートでは断トツだったという。また、1話12ページながら、一誌で3話 - 8話掲載しており、さらにはアニメ化決定後の2011年5月から7月にかけては、3か月連続で単行本が刊行された。作中の時間の流れにおいて登場人物は年をとらず、次の年になっても進級しないが出来事は引き継がれる。
『キャラ☆メル Febri』にて、本作と同じく七森中学校を舞台とするスピンオフ作品『りせっと！』が連載されているが、Vol.4以降休載中となっている。
『ニコニコ静画』にて2012年7月2日から7月25日にかけて、大室姉妹を中心に据えたスピンオフ作品『大室家』が配信されていた。2013年2月18日からは『ニコニコ百合姫』で偶数月18日に配信されていたが、同誌が2016年12月号で終了したことに伴い、連載も一時中断。その後コミック百合姫3月号の付録小冊子で、2017年春より新web媒体で再開予定という告知がなされ、2017年8月8日より、pixivコミック内『ゆりひめ＠ピクシブ』にて連載され、2019年より『コミック百合姫』本誌に『ゆるゆり』と同時掲載されている。
『月刊ComicREX』2012年9月号から2013年2月号にかけて、『かんぱち』とコラボした『ゆりぱち』が連載された（原作：なもり、武梨えり、作画：結城心一）。
2020年4月1日にゆるゆりの公式Twitterから異世界スピンオフ『転生したらあかりだけスライムだった件』の連載決定の一報が入るが、エイプリルフールのネタだと思われていた。ところが百合姫2020年6月号にも予告が載り、翌年の2021年2月22日から本当に水鳥なやにより『水曜日のシリウス』にて連載が始まった。

## 舞台
作中において主要登場人物たちが通っている七森中学校には、かつて茶道部の部室として使われていた茶室がある。茶道部が廃部になった後は、ごらく部の部室となり、部員たちが放課後の時間を過ごすために使っている。原作版の部室は原作者であるなもりの実家の座敷をモデルに描かれているが、テレビアニメ版では部室は校舎の離れにあり、実際の茶室を参考に描かれた。
物語の舞台は作者であるなもりの出身地・富山県高岡市であると設定されているが、初期のアニメ作品には関東地方の聖地も多数存在する。
アニメ化の際に、物語の舞台のイメージとして原作者の出身地が挙がり、富山の風景をアニメ版の背景描写に反映させることが決まったという。劇中には実在の地名も登場する。原作では通りがかりの駅に、「JR高岡駅」の表記が見られ、アニメ版では、富山駅北口で待ち合わせて富山地方鉄道の高速バスに乗り、東京駅に到着する描写がある。
また登場人物たちの住所も高岡市内にあることが、何度か明示されている。町丁名や学校名には「七森」「八森」という架空の地名が用いられている。
なお、テレビアニメ第1期・第2期については、地元・富山県内を放送対象地域とするテレビ局および無料BS局では放送されておらず、地元で視聴するにはスカパー！に加入するか、ネット配信を利用するしか無かった。しかし、OVA以降についてはチューリップテレビでの放送が実現している。

## 登場人物

「なもり画業15周年記念作品展」にて展示された垂れ幕。「赤座あかり」（中央）、「杉浦綾乃」（右）、「大室花子」（左）の3キャラクターが描かれている（東京都千代田区にあるアーツ千代田3331にて2021年6月13日撮影）

声は、アニメ版の声優。

### 七森中学校
主要登場人物たちが通っている私立の女子中学校。通称「七森中」。

#### ごらく部
廃部になった茶道部の部室を占拠して活動している（というよりは団らんとしている）集団で、下記のあかり、京子、結衣、ちなつの4人が所属している。部を名乗っているが、申請書を出しておらず、正式な部活動ではない。
赤座 あかり（あかざ あかり）
声 - 三上枝織
本作の主人公。中学1年生の13歳で、赤いセミショートヘアを、頭の左右でお団子に結っている(初期は取り外したり飛ばしたりもした)。学年は一つ違うが、京子と結衣とは昔からの親友である。
基本的に明るい性格で、作中では笑顔などほんわかした表情で描かれる事が多い。慈愛精神溢れる優しい子で、人を傷付けるような事は好まない。その優しさは時に京子らボケ組の脅威となる。
作品冒頭では主人公のように登場したものの、良い子さ故か周り（主にごらく部）から空気キャラ扱いされたり、理不尽な目に遭うことが多い。特に京子には出番を奪われたり、画面から見切れさせられたり、存在を忘れられたりと悲惨な目に遭わされることが多い(初期は特に顕著で、アニメ1,2期ではアニオリで悲惨な仕打ちが追加されるほど)。ただし登場人物としては決して目立たない人物などではなく、作中における出番の少なさや、スタッフや周囲からの主人公にあるまじき不遇な扱いこそが活躍の場であるという形の描写がされている。作中で影の薄さを指摘された際に結衣から冗談で提案された「効果音がアッカリ〜ンになる」という新たな特徴が物語途中から定着し、アニメ版でもタイトルコール前の掛け声として用いられた。
女性同士の恋愛感情には疎く、そうした人間関係からは外れた位置にいるとされるが、グッズ等で2人ペアの絵が用意される場合はちなつと共に描かれる場合が非常に多い。
原作第2巻での人気投票では、綾乃と共に第3位を獲得している。
歳納 京子（としのう きょうこ）
声 - 大坪由佳
中学2年生の14歳で、金髪のストレートロングヘアで頭頂部に赤みがかった茶色いリボンを付けている。あかりの親友で、本作では副主人公格として扱われている。かなりのお調子者でマイペース。軽はずみな言動で周囲を困惑させたり、後先考えず好き勝手に行動しては周囲に迷惑をかけることも多いが、本人に悪意は無い。ごく稀に空気を読んで周囲のキャラに気遣いや気配りをする事もある。またあかり・結衣・ちなつ・綾乃等がボケた際にはツッコミに回ることもある。案外ナイーブな一面もあり、千鶴に嫌われていると気付いた時には本気でへこんでいた。結衣と同様あかりの幼馴染ではあるが性格や主人公らしい点などがあかりとは正反対で、実質あかりの天敵ともいえるが当の本人達はそのことにまったく気付いていない。なお、普段は真面目に勉強しないが、一夜漬けのテスト勉強でほぼ毎回学年1位を取ってしまう程優秀な頭脳を持つ。
女の子同士のキスなどの行為には全く遠慮が無く、劇中劇『魔女っ娘ミラクるん♪』の主人公・ミラクるん（声 - 竹達彩奈）そっくりな新入生のちなつに一目惚れし、半ば引きずり込む形でごらく部に入部させてからはなにかとアプローチを掛けている。また、綾乃の裸を見ようとしたり、付き合いの長い結衣に口移しを要求したり千鶴には会うたびにキスやハグを迫るなど気に入った相手にはとにかく絡む。
漫画を描くのが趣味で、「西京極ラム子」名義で『ミラクるん』の二次創作を中心に同人活動をしている。ズボラな性格が祟ってイベント直前は大抵ごらく部の面々も巻き込んだ修羅場となる。ペンネームの通り、「ラムレーズンのアイス」が大好物である。
原作第2巻での人気投票では第1位であった。
船見 結衣（ふなみ ゆい）
声 - 津田美波
中学2年生の14歳で、黒髪のセミショートヘア。一人っ子だが、まりという親戚の子が時折遊びに来る。クールな性格かつ作中随一の常識人で、京子の暴走や千歳の鼻血に対しては厳しいツッコミを入れる。かと言って硬派な人物かと言えばそうではなく、いつも不遇な扱いを受けるあかりを気遣ったり、遊びに来た親戚の子を構ってやる等面倒見が良く、「ごらく部のお母さん」と目されている。しっかり者で強いように見えるが、一人暮らしを始めた時も早々にホームシックにかかるなど、寂しがり屋な一面もみせる。クリスマスのカップルごっこの時や、京子が頭を打って普段と異なる性格となってしまった時に、いつもの京子が自分の中で大きな存在であることを自覚した。
中学生にして一人暮らしをしており、料理は一通りこなせる。またごらく部の4人の中では一番背が高く、水着を着た際には綾乃達に「意外とあなどれない」と言わせるなど登場人物の中ではスタイルは良いほう。趣味はテレビゲームで、17巻では『なもなもファンタジー14』というオンラインゲームをプレイしており、同じくプレイヤーである「カスミ（正体は撫子）」とボイスチャットするなど親しくなるが、お互いに正体には気づいていない。
作者であるなもりの母親は、「結衣が本作の主人公だと思っていた」という。原作第2巻での人気投票では第2位であった。
吉川 ちなつ（よしかわ ちなつ）
声 - 大久保瑠美
中学1年生の13歳で、桃色のふわふわした髪を赤い雪洞でツインテールにしている。あかりにつけられた愛称「チーナ」を気に入っており、以後自分で使っている。「ともこ」という姉がいる。内面の計算高さを表に出さず、人前では可愛い子を演じているぶりっ子だが、しばしば口や態度の悪さが表面に出ており、うまくいかないことが多い。
姉・ともこの影響で茶道部を志し茶室を訪れるが、茶道部が既に廃部となっていることを知らされる。しかしその容姿がミラクるんにそっくりという理由で京子に気に入られ、半ば引きずり込まれる形でごらく部に入部した。
入部当初は恐怖の対象でしか無かった京子から自分を守ってくれた結衣に恋をし、以降いつも彼女のことを追いかけているガチ百合娘。
芸術的センス全般に難があり、何かを作る度に周囲を驚愕させるのが恒例となっており、モザイクがかかる場合も多い。ちなつ自身はホラー物の映画やビデオが大の苦手にも関わらず、なぜか自分の作品に限ってはその不気味さを全く自覚していないばかりか、上手いとさえ思っている。
原作第2巻では人気投票でメインキャラにも関わらず最下位であったと言及されている。他にも結衣と良い関係になろうとしても、キスの練習台をしてるところを見られたり、ちなつの激しいアタックに結衣が引いている描写も多々見られる。
アニメ版でちなつ役を担当した大久保瑠美は、ちなつの言動を作品タイトルに引っかけて「ゆるくない百合」と評している。

#### 生徒会
ごらく部のライバルとされる。ごらく部に目を付けて（主に綾乃が）何かとちょっかいを出す一方で、一緒に遊びに行ったりすることもある。
杉浦 綾乃（すぎうら あやの）
声 - 藤田咲
14歳の中学2年生にして生徒会副会長。赤紫色のロングヘアをポニーテールにしている。地名を絡めた独特の駄洒落（「罰金バッキンガム」など）を無意識でよく使う。無理があるものも多く、京子らからの評判は散々だが、結衣だけは絶賛している。プリンが大好物であり、買い溜めするほどであるが時折櫻子に食べられてしまう。
勤勉かつ努力家で成績優秀。そのためテストで学年首位をキープしている京子を一方的にライバル視している。しかし実は京子に恋しており、ライバル意識もその裏返しであるという、いわゆるツンデレである。部室の占拠の件もあるため、表向き注意するためによくごらく部に立ち寄っているが、それも無意識に京子に会うための口実であり、一度櫻子にその役目を奪われた際は本気で落ち込んでいた。
気が強そうにも見えるが、当初は人見知りで目立つのが苦手なところもあり、入学当初は誰にも話しかけず一人でいたところを初めて千歳に話しかけられ仲良くなった。ただし初期の頃は千歳をビンタするなど暴力的な一面もあった。原作12巻ではプリンを櫻子と半分こして食べるなど面倒見は良い。茶室の使用権を没収する、とごらく部に毅然とした態度に出ることが多いが、実際はそんな気は全くなく、逆に綾乃の存在がごらく部が存続できている大きな要因となっている。千歳いわくスタイルが良いらしく、登場人物の中では胸はある方である。背丈も結衣・向日葵と同程度である。
原作では一貫して黒タイツを穿いているが、アニメ版では全員と同じデザインの黒ソックスにされている。
原作第2巻での人気投票では、あかりと共に第3位を獲得した。
池田 千歳（いけだ ちとせ）
声 - 豊崎愛生
14歳の中学2年生。千鶴という双子の妹がいる。紫がかった白色のセミショートヘア。関西地方出身で、関西弁で喋る。
基本的には穏やかな性格であるが、実は激しい百合妄想趣味の持ち主で、その対象は主に綾乃と京子のカップリング。眼鏡を外して視界を遮り、神経を集中させて本格的な妄想に入る。妄想時には鼻血を出し、初期は特に顕著で、鼻を摘んで鼻血を止めようとすると目から出るほどの出血量で、貧血を起こすこともあった。
綾乃の一番の友達であり、七森中に入学してきた当時、一人ぼっちだった綾乃に声をかけて友達になった。綾乃の京子に対する気持ちは見抜いているようで、さりげなくツッコミを入れたりと、一人で抱え込みがちな彼女をフォローしている。天然な性格故か、人騒がせで周囲に迷惑をかけている京子に対しては比較的親しく意気投合することが多い。中間テストで学年上位10名以内に入るほどの学力を有している。
お酒に弱く、京子が持ってきたお酒入りチョコで酔っ払っていた。酔うと手当たり次第にキスをするキス魔になる。
大室 櫻子（おおむろ さくらこ）
声 - 加藤英美里
13歳の中学1年生。 髪は癖のあるライトブラウンでセミロングヘアに2つのヘアピンをつけている。姉の撫子、妹の花子との3姉妹。
明るくお調子者な性格で、周囲の人物には京子と雰囲気（向日葵は「芸風」と表現した）が似ているとも言われるが、京子とは異なり学力が低いなどあかりとは別の意味で不遇な扱いを受けている。勉強嫌いだったり、一般常識に欠けるところがあるが、運動神経は抜群で、発想力と行動力は作中でもピカイチ。
向日葵とは幼稚園から同じクラスの腐れ縁で、しばしば口喧嘩をしたり時に掴み合いに発展するなど普段から何かと張り合っており、生徒会に入ったのも向日葵に対抗するためである。本人達は犬猿の仲だと言っているが決して仲が悪いわけではなく、多くの時間を一緒に過ごしている。前述のように京子とは似た者同士な事から仲が良い。
しっかり者で成績優秀である姉の撫子・妹の花子からは嫌われている訳ではないものの、かなりぞんざいな扱いを受けている。
スピンオフ『大室家』では主要人物の一人。本編の阿呆っぷりは健在であり、撫子や花子に奇行を仕掛ける事が多いが、大抵返り討ちにされる。また花子から初めてみさきの話を聞いた時は、彼女を犬と勘違いしていたが、のちに誤解は解けた。カレーとピザが好物。
古谷 向日葵（ふるたに ひまわり）
声 - 三森すずこ
13歳の中学1年生。青い髪を軽く三つ編みにし、カチューシャを付けている。
普段は落ち着いた性格であり、常に「ですわ」などのお嬢様口調で話すのが特徴的だが、他の登場人物と比べて特別裕福な家庭というわけではない（初期のアニメ作品では何故か団地住まいにされていた。原作や近年のアニメ作品では一軒家)。
性格や好みなどが対照的な幼なじみの櫻子には遠慮なしに接するために下記のように暴力を振るったり、口では嫌っているが本当に仲が悪いわけではなく、むしろ一番の仲良しであり、なんだかんだで櫻子のことは放っておけない様子。またお互いツンツンしている今とは違い、幼い頃は相思相愛で一緒に寝たり、婚姻届を書いたりした仲であった。なお、原作各巻最初の登場人物紹介にて櫻子と共に「ツンデレ」と紹介されてきたが、少しずつ性格は丸くなってきており、13巻では公式に「元ツンデレ」と表現されている。
主要人物の中では特に胸が大きく、櫻子には嫉妬されているが、本人は逆に胸が大きすぎることにコンプレックスを抱いている。初期は頻繁に櫻子にいじられていたが、近年は殆どなくなった。また、髪型も最初期は現在と若干異なるものとなっている。
櫻子と違って成績は優秀で料理も得意だが、走ることや鉄棒など運動は苦手。しかし櫻子へのツッコミなど瞬間的に発するパワーは強く、バカにしてきた櫻子を蹴飛ばしたことにより逆上がりを克服したりもした。
初期は櫻子に対して「楽しい時間だけど櫻子がいなければもっとよかった」、「（櫻子に借りた体操着に対して）バストサイズが合わない」等、嫌味を言うなど自らケンカを売るような言動が多かったが、この関係性はすぐに変わり、櫻子から突っ掛かって来るという風にされた。
『大室家』でも重要な立ち位置であり、他の中学生がほぼ登場しない中、大室家と夕ご飯をおすそ分けするなど互いの家を自由に行き来する間柄で出番が多い。
松本 りせ（まつもと りせ）
声 - 後藤沙緒里
15歳の中学3年生。生徒会長。黒髪のストレートロングヘア。小柄で幼い容姿をしている。
非常に寡黙な人物だが、西垣先生には言っていることが分かる模様(アニメではかなり小さい声で発言しているとされる)。また、西垣先生の様々な実験に付き合わされているが、まんざらでもないらしい。
生徒会長という重要な立場であるが、初登場は第36話とかなり遅め。学年が異なり、1,2年生の8人とではなく、主に西垣先生と共に登場するため、登場頻度も上記の8人と比べるとかなり低い。綾乃や千歳によれば「コマに入っていなかっただけで、最初からいた」とのこと。

#### その他の生徒・教師
池田 千鶴（いけだ ちづる）
声 - 倉口桃
中学2年生で、千歳の双子の妹。双子だけあり、千歳と瓜二つの容姿で、初対面時は京子らからも千歳と間違えられているが、千歳は目が青色のタレ目なのに対して千鶴自身の目は緑色かつツリ目である。
クールで愛想がなく、周りの人からは近寄りがたいと思われている。だが、最近は友達を作るための努力もしており、京子にアドバイスを求めたこともある。何よりも千歳のことを誰よりも大事に思って彼女の幸せを願っている。また、京子と親しい姉の千歳とは違って初対面時に千歳と勘違いされて散々いたずらの被害にあったことがきっかけで京子のことを嫌っている。
千歳と同様に百合趣味を持っており、眼鏡を外すと妄想モードに入るところまでは同じだが、千歳が鼻血を出すのに対して自身はヨダレを流す。妄想の対象は主に「千歳×綾乃」であり、京子を「二人の仲を阻む邪魔者」と見ている事も嫌う一因になっている。また、千歳曰く「家では普通に優しい妹」とのこと。
現在は標準語だが、幼少のころは千歳と同じ関西弁であり、現在の住所に引っ越した時にイントネーションが変わったとのこと。
西垣 奈々（にしがき なな）
声 - 白石涼子
理科担当の教師で、いつも白衣を着用している。また、飄々とした性格で、遅刻や校長からの処罰もどこ吹く風であるが、生徒からの信頼は厚い。
小学生の時の理科の実験で豆電球をコンセントに挿して爆発させてしまったことがきっかけで理科教師（というより爆発を伴う実験）に目覚めてしまい、以降は“爆発は成功のもと”をモットーとしていることを明かしている。
りせと会話が成立しており、りせが何を言いたいのかを読み取ることが出来る。また、しばしば危険な実験をしては爆発などの事故を起こしており、その度に校長に怒られて理科室を使用禁止となっては生徒会室に顔を出しているる。
現在実験で一緒に爆発する「爆友（ばくとも）」なるものを募集中で、良くりせを怪しい薬の被験者にしている。また、学校の屋上から空を飛ぼうとするなどの実験はかなり大胆かつ危険で、りせにも心配されているが、実験に失敗しても本人は怪我も無くピンピンしている。
ひょうひょうとしていてつかみどころがないが、同級生の東先生に対しては呆れたり辟易したりと普段は見せない顔を覗かせることも。
高岡 ひろ（たかおか ひろ）
声 - 山崎はるか
アニメ版に登場する中学1年生で、スピンオフ作品『りせっと！』の主人公。京子に絵を届けた時に上手くなる方法を教えて貰おうとしていたが、結局は有耶無耶な事を教わってしまう。
出崎 貴音（でざき たかね）
声 - 山口立花子
千鶴のクラスメイトで遥とよく一緒に行動しており、運動が苦手。クールな雰囲気から千鶴になかなか話しかけられずにいたが、バレーボールの授業を通じて仲良くなり、そのまま友達になった。
小山 遥（こやま はるか）
声 - 佐藤聡美
千鶴のクラスメイトで貴音同様に運動が苦手で、クールな雰囲気から千鶴になかなか話しかけられずにいたが、バレーボールの授業を通じて仲良くなり、そのまま友達になった。
南野 つばさ（みなみの つばさ）
声 - 渡部優衣
体育担当の教師。結衣を陸上部に勧誘するため彼女に近づく。
北宮 初美（きたみや はつみ）
声 - 新井里美
家庭科担当の教師。一見は冷静に見えるが、調理実習で京子がふざけていた際には彼女に対して「特別授業」を言い渡すなどの厳しい面もある。
東 志帆子（あずま しほこ）
声 - 橋本ちなみ
美術担当の教師。とにかく生徒想いで、櫻子と向日葵の（ある意味雑な）絵を純粋に、ちなつの絵に驚愕しながらも褒めたりしていた。また、原作では同じ教師の西垣先生と高校の同級生であるために当時から彼女に絵のモデルを頼み続けており、また好きな物が絡むと押しが強いという一面もある。

### 親族
原則として登場人物の両親は顔が描かれない。
赤座 あかね（あかざ あかね）
声 - 堀江由衣
あかりの姉で、19歳の大学生。京子、結衣、ちなつとも知り合いで、大学に通いつつもファストフード店で働いている。常に糸目のため瞳は見えない。
表向きはにこやかかつ穏やかであるが、実は妹モノの同人誌を多数所有しているなどの度を越した妹好きであり、こっそりくすねたあかりのパンツを頭に被って妹モノの成年漫画や同人誌を読みふけることを趣味としている。一方で、こうした行為が原因であかりに嫌われることを恐れており、周囲の人間にはその事をひた隠しにしている。
ちなつとは出会うタイミングが極端に悪く、何もしていないにも関わらずに彼女を怯えさせている。存在自体は第2話で明らかにされており、単行本第6巻で初登場した。
あかりの両親
声 - 石塚さより（母）、下山吉光（父）
あかりとあかねの両親。
ちなつの母
声 - 山川朋美
ちなつとともこの母親。物怖じせずに優しい性格で、過去にちなつがあかり達といざこざを起こした時やちなつが妄想に浸っていた際も一切咎めたりしていない。
京子の母
声 - 朝霧愛
京子の母親。冷蔵庫で涼もうとした京子を叱る。また過去にあかり・結衣・京子がちなつと出会ったときに写真を撮っていた。綾乃の母親とは友人同士。
船見 まり（ふなみ まり）
声 - 内田真礼
結衣の親戚の子。6歳。雰囲気が結衣とそっくりで、髪を二つに結っている。
結衣に良く懐いているために遊んでもらっている。ちなつと初めて会った時には「本物の『ミラクるん』が来た」と喜びながらも「薄々偽物と気づいていた」と人生のしょっぱさを学んだり、結衣と一緒に公園に行った際には同じ年頃の楓と知り合って友達になったりと様々な経験を味わっている。アニメ版では第1期最終話のタイトルコールを務め、あかりの出番を奪う形となった。
まりの母
声 - 藤堂真衣
まりの母親。OVA『なちゅやちゅみ！』では、娘と一緒にお出かけする一コマが描かれている。
吉川 ともこ（よしかわ ともこ）
声 - 石川綾乃
ちなつの姉で、同じ大学に通っているあかねの親友。19歳。当初は素顔が描かれなかった。
茶道を経験していることで礼儀正しく、そのためにちなつからは「自慢のお姉ちゃん」と尊敬されており、ちなつが茶道部への入部を志す（ひいてはごらく部に入部する）というきっかけを作っている。
ちなつにはあかねのことを「自慢のお友だち」と語っており、「（あかねの妹のあかりが）羨ましい」と話す程にあかねに好意を匂わせている。ちなつに対して過保護という程に甘く、彼女の絵を驚愕することなく本気で褒めていたり、マッサージでも「テクニシャン」、耳掃除では「屈強な男どもの道路工事」とまで称している。とにかく純粋で、ちなつを甘やかす、あかねを心の底から慕う、あかり達を元気にもてなす等の良き存在となっている。
池田姉妹の祖母
声 - 真山亜子
千歳と千鶴の祖母。父親の仕事の都合で転勤が多かったことを見咎め、池田姉妹を引き取った。
大室 撫子（おおむろ なでしこ）
声 - 斎藤千和
櫻子と花子の姉。18歳。櫻子より髪が短く、昔はメガネを掛けていた。中学生時代は櫻子と似た容姿だった。
櫻子に比べて真面目で冷めた性格で、櫻子の行動を咎めることが多い。昔から家族ぐるみの付き合いがあるために向日葵を「ひま子」と呼んでおり、それゆえに向日葵と櫻子が素直に仲良しだった頃を良く知っている。また、大人びた性格をしている楓に一目置いている節があり、花子と共に可愛がっている。
『大室家』では主要人物の一人。家では前述の通り櫻子の事を厄介視しているため、櫻子を嫌っているように見えるが、仲の良い一面も見られる。外出時は、藍、美穂、めぐみの3人とよく行動する他、3人の内誰か一人と裏で交際をしていることが判明している。『ゆるゆり』本編においても「誰か」と意味深な会話を電話で話しており、向日葵をドキドキさせた。
大室 花子（おおむろ はなこ）
声 - 日高里菜
櫻子と撫子の妹。8歳。櫻子より髪が長く、語尾に「〜だし」や「〜し」を良く付ける。また、撫子と同様に真面目な性格で一緒に宿題をする。
撫子のことを「お姉ちゃん」と呼んでいる一方で、櫻子の事は「櫻子」と呼び、厄介に思っている。
『大室家』では主要人物の一人。『ゆるゆり』側より一足先にあかりと対面を果たした人物で、その際に落ち込んだあかりの頭を撫でて懸命に慰めたり年上に顔負けの行動力をみせた。小学校では、未来やこころ、みさきとよく行動を共にする。その際もしっかり者の一面は健在だが、時には年相応の振る舞いを見せることもある。
大室家の母
声 - 山崎はるか（ゆるゆり♪♪）、豊口めぐみ（大室家 dear friends）
櫻子や撫子、花子の母親。撫子のアイスを食べてしまうなど櫻子と同様に大雑把な性格。娘たちの作った雪だるまの隣に自分の雪像を作るなどお茶目な一面もある。
古谷 楓（ふるたに かえで）
声 - 内田彩
向日葵の妹。6歳。容姿は向日葵と似ているが、太眉で髪の色が若干薄めである。年齢の割に他人に気遣いが出来たり、心優しいので櫻子に褒められる。撫子や花子からも可愛がられているが、櫻子の胸に関してややお節介が過ぎる面もある。
古谷家の母
向日葵と楓の母親。向日葵のことは「ひま」と呼ぶ。昼過ぎまで寝ている娘を起こさずに放置するなど放任主義的な一面がある。
綾乃の母
声 - 外川大花
綾乃の母親。綾乃のことを「綾ちゃん」と呼んでいる。京子の母とは友達同士で仲がいい。

### 「大室家」の登場人物
三輪 藍（みわ あい）
声 - 東山奈央
撫子のクラスメート。18歳。こげ茶色のロングヘア。右目下に泣きボクロがある。おっとりとした性格。
八重野 美穂（やえの みほ）
声 - 悠木碧
撫子のクラスメート。18歳。黒髪のミディアムヘアで、赤いバラのコサージュが付いた白いカチューシャを身につけている。撫子のことをいじりがいのあるタイプと主張するサディスト。
園川 めぐみ（そのかわ めぐみ）
声 - 上坂すみれ
撫子のクラスメート。18歳。栗色の髪を右サイドで結っている。一人だけ制服にベストを着ていない。撫子からはドM扱いされており度々いじられている。
相馬 未来（そうま みらい）
声 - 伊藤彩沙
花子のクラスメート。8歳。黒髪のショートカットで、小さいキューブの髪留めで前髪を縛っている。花子のことを最初に「花子様」と呼んだ人物。
小川 こころ（おがわ こころ）
声 - 倉知玲鳳
花子のクラスメート。8歳。ベージュのセミショートヘア。言動、行動共に独特なクセがあり、何を考えているのかわからない不思議ちゃん。大抵は未来と共に行動している。
高崎 みさき（たかさき みさき）
声 - 古賀葵
花子のクラスメート。8歳。金髪のツインテール。愛称は「みさきち」。花子を一方的にライバル視しているが、全く敵わない。そのため、花子のクラスメートの中で唯一花子に対して様付けしてない。似たような性質のため櫻子の妹分のような存在となる。

花子と花子のクラスメート3人はOVA『なちゅやちゅみ!+』にも1シーンのみ登場したが、セリフはない。
みさきの母
みさきの母親。みさきの花子と張り合いたいが故の突拍子もない言動に困惑させられることが多い。また母親が裁縫を苦手としていたため、みさきは演劇の衣装を花子ら大室姉妹と手作りすることになったが、それが櫻子や撫子も含め彼女たちがより親密になるきっかけとなった。

### 「転生したらあかりだけスライムだった件」の登場人物
アンナ
メイドのような恰好をした少女。ナナモリの街で受付嬢をしているが実力は冒険者顔負け。エルフ耳。一人称は「ぼく」。
クールで物静かだが口が悪く、スライムに襲われていたあかりたちを助けた際に「雑魚い」「弱い人たち」などナチュラルに下に見ている。
スピンオフとは言え初登場時にはパンチラするなど、ゆるゆりにおいても異質な役回りを担った。
その正体は、本作の黒幕である西垣先生がアバターで化けた姿。名前はANNA→NANA→奈々とのこと。
シエル
アンナの同僚。見た目はエルフ耳で巨乳のお姉さん。アンナを可愛がっており、京子と話すのも許さないなど独占欲が強い。
性格面は吉川ともこに近いが、太眉という特徴を持つ。
正体は、松本りせがアバターで化けた姿。SIEL→LISE→りせとのこと。
盗賊（シーフ）
京子からナモカードをスった盗賊少女。逃げ足が速いため京子たちをバカにしながら逃げていたが、立ちはだかった綾乃に衣服を着られて下着姿にされてしまい、羞恥心から逃げ出してしまった。
オトメゴブリンロード
本作のメインヴィラン。見上げるほどの巨体のメスゴブリン。ナナモリの街で誘拐事件を起こしていたゴブリンたちの頭目である。綾乃と向日葵を牢屋に閉じ込め、後に「おままごとをしないと出られない部屋」に移してその様子を楽しんでいた。
人間の女性の百合に興味がある反面、スライムや人間にもどったあかりなど自分の邪魔をする者には激しい怒りを見せる。「ギィエエ」しか話せないが「ギィエですわ」と言う時もあり、お嬢様キャラであることが窺える。
あかりによって食用に捕えていたスライムたちを脱獄させられ怒り狂うが、あかりとスライムたちのスキル「合体（オールフレンズ）」によって超巨大なスライムが誕生し、それに押し潰される形で敗北した。
実は彼女がいるダンジョンは、花子たちを洗脳する装置が組み込まれていた。あかりに敗れた際に装置が壊されてしまいナナモリの街を覆っていた洗脳結界が壊れてしまった。
戦闘シーンは非常に長く、連載の半分近くが彼女との対決である。
魔王軍参謀・西垣奈々
本作のラスボスにして異世界の創造主。京子たちにVRゲームを貸し与えるというやり方で異世界（ゲームの中）へと転生させた。
悪意からではなく「たまにはみんなと遊びたい」というりせの願いを叶えるために起こしたことだった。オトメゴブリンロードが倒された後、花子らの洗脳が解けたため正体を現した。
最終話にてごらく部＆生徒会の面々と戦うが、事故的な感じでりせがあかりに倒されてしまい、動揺したところを綾乃に制圧され敗北を認めた。
魔王・松本りせ
本作のラスボス。上述の通り「たまにはみんなと遊びたい」と呟いたのを西垣先生が聞いたことで今回の騒動が起きてしまった。
最終話では京子たちに拠点まで乗り込まれ物陰に隠れていたが、神輿に乗ったあかりが事故で吹っ飛び、りせに直撃したことで倒された。

## 制作

### 連載までの経緯
本作は、『コミック百合姫S』の編集者のオファーを受けたなもりが引き受ける形で制作された。
なもりは女性同士の関係を描いた同人作品を発表したことがあり、周囲の友人からも百合を描く人というイメージを持たれていたが、本人はそれが百合というジャンルであることを知らず、同誌のオファーを受けて初めてジャンルを意識したとライブドアとのインタビューの中で振り返っている。
最初、編集者からは少女漫画のような作品を希望する声が寄せられ、話の流れで女子中学生を題材にすることになり、さらにその後、箸休めにして百合というジャンルの入り口にするという方針が立てられた。
なもりは本作の作風について、「カップリングをカチッと決めずに、読者のみなさんが好きな組み合わせで楽しめるというイメージは、現在までブレていないと思います。」とライブドアとのインタビューの中で話している。

### セッティング
なもりは本作のメインキャラクターを3、4人程度に想定しており、結衣、京子、あかりの3人のデザインを描いた。
初期案においては京子が主人公として想定されていた一方、あかりは現在の京子のように大人びた突っ込み役と想定されており、結衣は不良少女として位置づけられていた。ところが、第1話のネームを制作したところ、キャラクターの動きが想定していたイメージから乖離したため、あらかじめ細かく設定するのではなく、キャラクターを動かす中で得られたイメージを設定として用いる方法が取られた。これにより、あかりは「良い子」、京子は物語を動かす役、結衣はツッコミ役という立ち位置に納まった。
その後、担当編集者からあかりの没個性ぶりを指摘され、なもりはこれを逆手に取ってあかりの影の薄さを個性にすることを思い立った。また、作者のなもりは単行本2巻にて、第5話ぐらいまで京子が主人公だと思っていたと語っており、母親からの電話で「結衣が主人公」と言われたという件を担当編集者に話したところ、「第1話の登場の仕方からして、あかりが主人公ではないか」と指摘されて、はじめてあかりが主人公ではないかと気づいたという。
なもりはライブドアのインタビューの中で、あかりの「影の薄さ」が『ゆるゆり』の「ゆる」を保つ要素だと話しており、そのような意味ではあかりが主人公であると述べている。
あかりたちの後に4人目のごらく部員であるちなつが生まれ、さらにそこから数を合わせるために生徒会の人数も4人に設定された。

## 書誌情報

### 原作
通常版（A5版）
基本装丁仕様がA5版からB6版へ変更されたが、特装版については14巻以降もA5版で刊行されている。
- なもり 『ゆるゆり』 一迅社〈百合姫コミックス〉、既刊23巻（2024年12月24日現在）

| 巻数 | 初版発行日付（発売日）         | ISBN                         |
| ---- | ------------------------------ | ---------------------------- |
| 1    | 2009年8月1日（7月18日）        | 978-4-7580-7055-3            |
| 2    | 2010年2月1日（1月18日）        | 978-4-7580-7070-6            |
| 3    | 2010年7月1日（6月18日）        | 978-4-7580-7090-4            |
| 4    | 2011年2月1日（1月18日）        | 978-4-7580-7120-8（通常版）  |
| 4    | 2011年2月1日（1月18日）        | 978-4-7580-7121-5（限定版）  |
| 4    | 発行日記載無し（2013年2月9日） | ISBNなし（限定版りた〜んず） |
| 5    | 2011年6月1日（5月18日）        | 978-4-7580-7147-5            |
| 6    | 2011年7月1日（6月18日）        | 978-4-7580-7150-5            |
| 7    | 2011年8月5日（7月28日）        | 978-4-7580-7145-1（通常版）  |
| 7    | 2011年8月5日（7月28日）        | 978-4-7580-7146-8（限定版）  |
| 8    | 2012年8月5日（7月23日）        | 978-4-7580-7200-7（通常版）  |
| 8    | 2012年8月5日（7月24日）        | 978-4-7580-7201-4（限定版）  |
| 9    | 2012年8月5日（7月26日）        | 978-4-7580-7203-8（通常版）  |
| 9    | 2012年8月5日（7月27日）        | 978-4-7580-7204-5（限定版）  |
| 10   | 2013年6月5日（6月1日）         | 978-4-7580-7251-9（通常版）  |
| 10   | 2013年6月5日（6月1日）         | 978-4-7580-7252-6（特装版）  |
| 11   | 2014年2月5日（2月1日）         | 978-4-7580-7290-8（通常版）  |
| 11   | 2014年2月5日（2月1日）         | 978-4-7580-7291-5（特装版）  |
| 12   | 2014年8月5日（8月4日）         | 978-4-7580-7326-4（通常版）  |
| 12   | 2014年8月5日（8月4日）         | 978-4-7580-7327-1（特装版）  |
| 13   | 2015年2月5日（2月4日）         | 978-4-7580-7390-5（通常版）  |
| 13   | 2015年2月5日（2月4日）         | 978-4-7580-7391-2（特装版）  |
| 14   | 2016年2月1日（1月18日）        | 978-4-7580-7520-6（通常版）  |
| 14   | 2016年2月1日（1月18日）        | 978-4-7580-7521-3（特装版）  |
| 15   | 2017年6月5日（5月31日）        | 978-4-7580-7674-6（通常版）  |
| 15   | 2017年6月5日（5月31日）        | 978-4-7580-7675-3（特装版）  |
| 16   | 2018年2月5日（1月30日）        | 978-4-7580-7775-0（通常版）  |
| 16   | 2018年2月5日（1月30日）        | 978-4-7580-7776-7（特装版）  |
| 17   | 2019年9月5日（8月29日）        | 978-4-7580-7974-7（通常版）  |
| 17   | 2019年9月5日（8月29日）        | 978-4-7580-7975-4（特装版）  |
| 18   | 2020年6月5日（5月27日）        | 978-4-7580-2114-2（通常版）  |
| 18   | 2020年6月5日（5月27日）        | 978-4-7580-2115-9（特装版）  |
| 19   | 2021年1月5日（12月23日）       | 978-4-7580-2197-5（通常版）  |
| 19   | 2021年1月5日（12月23日）       | 978-4-7580-2198-2（特装版）  |
| 20   | （2021年8月31日）              | 978-4-7580-2286-6（通常版）  |
| 20   | （2021年8月31日）              | 978-4-7580-2287-3（特装版）  |
| 21   | （2021年12月27日）             | 978-4-7580-2340-5（通常版）  |
| 21   | （2021年12月27日）             | 978-4-7580-2341-2（特装版）  |
| 22   | （2022年12月26日）             | 978-4-7580-2481-5（通常版）  |
| 22   | （2022年12月26日）             | 978-4-7580-2482-2（特装版）  |
| 23   | （2024年12月24日）             | 978-4-7580-2819-6（通常版）  |
| 23   | （2024年12月24日）             | 978-4-7580-2820-2（特装版）  |

- 4巻限定版（1万部）は通常版と違う表紙デザインであるほか、付録小冊子『がちゆり』に加え、カバー下に著者直筆サインとシリアルナンバーが入っている[76]。
- 4巻限定版りた〜んずは、4巻の限定版を復刻したもので（直筆サインは無し）、アニメイト・ゲーマーズ・とらのあな限定で発売された。一般流通はしていないため、発行日とISBNは記載されていない。
- 7巻は掲載された作品を再収録したものではなく、全ページが単行本向けの描きおろしである。限定版は特典として小冊子が付属している。
- 『コミック百合姫 2012年5月号』には、当時の単行本未収録分を収録した7.5巻が付録として付いていた（全て8巻に収録）。
- 8巻限定版は特典としてごらく部4人によるドラマCDが付属している。
- 9巻は7巻と同様、掲載された作品を再収録したものではなく、全ページが単行本向けの描きおろしである。限定版は特典として生徒会4人によるドラマCD『ゆるゆり第9巻限定版ドラマCDさくひま放送 ON AIR』が付属している。
- 10巻特装版は描き下ろし漫画を8本収録した冊子「ゆるゆり10.5」が付属している[13][77]。
- 11巻特装版は1巻冒頭の4話分をリメイクした小冊子「ゆるゆり さいしょのほうR」が付属している。なお、この11巻よりロゴが変更となっている。
- 12巻特装版は小冊子「ゆるゆり なちゅやちゅみ！えぴろぉぐ」が付属している。
- 13巻特装版は小冊子「ゆるゆり なちゅやちゅみ！えぴろぉぐ2」が付属している。
- 14巻特装版は小冊子「ゆるゆりファンブックミニ2」が付属している。
- 15巻特装版は小冊子「綾乃ちゃんのおともだち」が付属している。
- 16巻特装版は小冊子「先生とごらく部」が付属している。
- 17巻特装版は小冊子「七森中のとある日常」が付属している。
- 18巻特装版は小冊子「お姫様になるまで」が付属している。
- 19巻特装版は小冊子「おみくじフォトグラフ」な付属している。

新装版（B6版）
2015年6月より百合姫コミックス全般の基本装丁仕様がA5版からB6版にダウンサイジング化されることに伴い、既巻（1 - 13巻）の再版時からは順次B6版で刊行している。表紙についてはカバーイラストが新規描き下ろしとなっているほか、11巻以降のロゴに変更されている。
- なもり 『ゆるゆり 新装版』 一迅社〈百合姫コミックス〉、既刊21巻（2021年12月27日現在）

| 巻数 | 初版発行日付（発売日）         | ISBN              |
| ---- | ------------------------------ | ----------------- |
| 1    | 2015年7月1日（6月18日）        | 978-4-7580-7436-0 |
| 2    | 2015年7月1日（6月18日）        | 978-4-7580-7437-7 |
| 3    | 2015年8月1日（7月18日）        | 978-4-7580-7455-1 |
| 4    | 2015年8月1日（7月18日）        | 978-4-7580-7456-8 |
| 5    | 2015年8月1日（7月18日）        | 978-4-7580-7457-5 |
| 6    | 2015年9月1日（8月18日）        | 978-4-7580-7473-5 |
| 7    | 2015年9月1日（8月18日）        | 978-4-7580-7474-2 |
| 8    | 2015年10月1日（9月18日）       | 978-4-7580-7475-9 |
| 9    | 2015年10月1日（9月18日）       | 978-4-7580-7479-7 |
| 10   | 2015年11月1日（10月17日）      | 978-4-7580-7494-0 |
| 11   | 2015年11月1日（10月17日）      | 978-4-7580-7495-7 |
| 12   | 2015年12月1日（11月18日）      | 978-4-7580-7502-2 |
| 13   | 2015年12月1日（11月18日）      | 978-4-7580-7503-9 |
| 14   | 2016年2月1日（1月18日）        | 978-4-7580-7520-6 |
| 15   | 2017年6月5日（5月31日）        | 978-4-7580-7674-6 |
| 16   | 2018年2月5日（1月30日）        | 978-4-7580-7775-0 |
| 17   | 2019年9月5日（8月29日）        | 978-4-7580-7974-7 |
| 18   | 2020年6月5日（5月27日）        | 978-4-7580-2114-2 |
| 19   | 2021年1月5日（2020年12月23日） | 978-4-7580-2198-2 |
| 20   | 2021年9月5日（2021年8月31日）  | 978-4-7580-2286-6 |
| 21   | 2022年1月5日（12月27日）       | 978-4-7580-2340-5 |

### スピンオフ

#### 大室家
- なもり 『大室家』 一迅社〈百合姫コミックス〉、既刊8巻（2024年12月24日現在）

| 巻数 | 初版発行日付（発売日）         | ISBN                        |
| ---- | ------------------------------ | --------------------------- |
| 1    | 2013年8月5日（8月1日）         | 978-4-7580-7249-6（通常版） |
| 1    | 2013年8月5日（8月1日）         | 978-4-7580-7250-2（限定版） |
| 2    | 2014年8月5日（8月4日）         | 978-4-7580-7328-8（通常版） |
| 2    | 2014年8月5日（8月4日）         | 978-4-7580-7329-5（特装版） |
| 3    | 2019年11月5日（10月31日）      | 978-4-7580-7982-2（通常版） |
| 3    | 2019年11月5日（10月31日）      | 978-4-7580-7983-9（特装版） |
| 4    | 2021年1月5日（2020年12月23日） | 978-4-7580-2199-9（通常版） |
| 4    | 2021年1月5日（2020年12月23日） | 978-4-7580-2200-2（特装版） |
| 5    | （2021年12月27日）             | 978-4-7580-2342-9（通常版） |
| 5    | （2021年12月27日）             | 978-4-7580-2343-6（特装版） |
| 6    | （2022年12月26日）             | 978-4-7580-2483-9（通常版） |
| 6    | （2022年12月26日）             | 978-4-7580-2484-6（特装版） |
| 7    | （2024年2月29日）              | 978-4-7580-2662-8（通常版） |
| 7    | （2024年2月29日）              | 978-4-7580-2663-5（特装版） |
| 8    | （2024年12月24日）             | 978-4-7580-2821-9（通常版） |
| 8    | （2024年12月24日）             | 978-4-7580-2822-6（特装版） |

- 1巻限定版には特典として描き下ろしの「花子様の絵日記帳」が付属している。
- 2巻特装版には小冊子「古谷家」が付属している。
- 3巻特装版には小冊子「ふたりだけの約束」が付属している。
- 4巻特装版には小冊子「友達前日、その日の後日。」が付属している。

#### 転生したらあかりだけスライムだった件
- なもり（原作） ・ 水鳥なや（漫画） 『転生したらあかりだけスライムだった件』 一迅社〈百合姫コミックス〉、全3巻

| 巻数 | 発売日        | ISBN                        |
| ---- | ------------- | --------------------------- |
| 1    | 2021年8月31日 | 978-4-7580-2288-0（通常版） |
| 1    | 2021年8月31日 | 978-4-7580-2289-7（特装版） |
| 2    | 2023年4月18日 | 978-4-7580-2532-4           |
| 3    | 2025年4月17日 | 978-4-7580-2885-1           |

### アンソロジー
- 『ゆるゆり コミックアンソロジー』 一迅社〈DNAメディアコミックス〉、全8巻
- 『ゆるゆりアンソロジー 10周年記念ver.』 一迅社〈百合姫コミックス〉

| 巻数           | 初版発売日     | ISBN              | 参加者   | 参加者                                                 | 参加者 |
| 巻数           | 初版発売日     | ISBN              | カバー   | イラスト                                               | 漫画 |
| -------------- | -------------- | ----------------- | -------- | ------------------------------------------------------ | --- |
| 1              | 2011年7月16日  | 978-4-7580-0637-8 | 源久也   | あいこ、きむる、 pun2、ゆーげん                        | 内村かなめ、切口からし、倉田嘘、栗原あおい、 すこやか、奈春、ねこ太、古居すぐり、 間狩修、真西まり、水鳥なや、源久也、 森島明子、八色、邪武丸、吉辺あくろ                             |
| 2              | 2011年9月24日  | 978-4-7580-0653-8 | 観月真   | あらたとしひら、 一真、虎向ひゅうら、 祭唄、椋木ななつ | 内村かなめ、切口からし、きむる、倉田嘘、 坂野杏梨、すこやか、高橋真弥、奈春、 ねこ太、古居すぐり、磨伸映一郎、真西まり、 麻璃音、みずみ、水鳥なや、八色                               |
| 3              | 2011年10月25日 | 978-4-7580-0660-6 | 藤枝雅   | 晶ほう、うみのとも、 伍長、pun2                        | 明誠助、かぐらゆうき、神波湧、きむる、 坂野杏梨、高橋真弥、奈春、ねこ太、 藤枝雅、古居すぐり、真西まり、水鳥なや、 源久也、邪武丸、吉辺あくろ                                         |
| 4              | 2012年4月25日  | 978-4-7580-0685-9 | 結城辰也 | えんどり、さきの新月、 爆天童、補欠                    | AIKYOU、うみのとも、きむる、倉田嘘、 すこやか、セレビィ量産型、高橋真弥、 ドリヤス工場、奈春、ふくたろう、藤こよみ、 古居すぐり、水鳥なや、八色、邪武丸、吉辺あくろ                   |
| 5              | 2012年6月25日  | 978-4-7580-0696-5 | 峠比呂   | ウメボシトラ、君野朋成、 柳晴太、真琉樹                | 板垣ハコ、ichinomi、内村かなめ、きむる、 伍長、ダダタグ、奈春、ねこ太、 ふくたろう、藤こよみ、古居すぐり、水鳥なや、 森乃葉りふ、八色、邪武丸                                         |
| 6              | 2012年7月25日  | 978-4-7580-0704-7 | タコ焼き | 空木あんぐ、ケースワベ、 補欠、riai                    | 内村かなめ、坂野杏梨、すこやか、高橋真弥、 奈春、ねこ太、野々ちき、藤こよみ、 古居すぐり、間狩修、まさゆ、麻璃音、 水鳥まや、森乃葉りふ、邪武丸、RYUKI                                |
| 7              | 2012年8月25日  | 978-4-7580-0713-9 | えらんと | うめきち、佳奈、 はし、YASUDA                          | AKIYOU、板垣ハコ、ichinomi、きむる、 島崎無印、祥寺はるか、 寺本薫、奈春、 古居すぐり、間狩修、磨伸映一郎、麻璃音、 水鳥なや、森乃葉りふ、邪武丸                                      |
| 8              | 2012年9月25日  | 978-4-7580-0717-7 | Tiv      | きむる、九郎、cccpo、 ナナセミオリ、ぱん               | 板垣ハコ、内村かなめ、きむる、櫻太助、 島崎無印、すこやか、ちざきゃ、寺本薫、 奈春、ねこ太、まさゆ、麻璃音、 水鳥なや、森乃葉りふ、邪武丸、RYUKI                                      |
| 10周年記念ver. | 2019年6月28日  | 978-4-7580-7957-0 | なもり   | ふじた、ねこうめ                                       | イケダケイスケ、未幡、そめちめ、げしゅまろ、 真西まり、もなか、玉崎たま、高橋きの、司貴、 ばふぁこ、焔すばる、ゆあま、雪尾ゆき、小杉光太郎、 片倉アコ、大宮宮美、七坂なな、椋木ななつ |

- 『ゆるゆりノベルアンソロジー』 一迅社〈一迅社文庫〉、2011年10月5日初版発行（9月27日発売）、ISBN 978-4-7580-4257-4

### その他
- まんがなもり ゆるゆりSPECIAL （『コミック百合姫』2011年6月増刊号） 2011年5月9日発売
  - アニメ化記念による特別増刊。声優インタビューやアニメスタッフの対談に加え、108ページに及ぶ描き下ろしの新作やBEST SELECTION、倉田嘘らのゲスト漫画などが掲載されている。ここでの描き下ろし分については後にコミックス6巻に収録された。
- まんがなもり ゆるゆりSPECIAL2 （『コミック百合姫』2012年7月増刊号） 2012年5月18日発売
  - アニメ第2期放送記念の特別増刊。アニメの設定画、描き下ろしの新作一本、既刊の単行本から抜粋の傑作選、ゲストによる寄稿が掲載されている。ここでの描き下ろし『Special★10』は作者が「うっかり忘れていた[107]」ため長らくコミックスに未収録だったが、約1年9ヶ月後に発売されたコミックス第11巻に収録された。
- 『ゆるゆりファンブック』 一迅社、2013年7月5日発行（7月1日発売）、ISBN 978-4-7580-7258-8
- 『ゆるゆりプレミアム』 一迅社、2013年7月5日発行（7月1日発売）、ISBN 978-4-7580-7259-5
- 『ゆるゆり10周年記念本 ゆるゆりX』 一迅社〈百合姫コミックス〉、2019年6月28日発売[108]、ISBN 978-4-7580-7956-3
  - ゆるゆりトリビュート参加者 : 荒井チェリー、ありいめめこ、安藤正基、飯塚晴子、イケダケイスケ、市川紗椰、伊藤ハチ、大沢やよい、かおり、片倉アコ、木尾士目、黒田bb、桑佳あさ、高河ゆん、コダマナオコ、坂井久太、サブロウタ、司貴、しろまんた、高橋きの、武梨えり、ねこうめ、浜弓場双、ばふぁこ、深見真、ふじた、べにしゃけ、真西まり、南方純、未幡、椋木ななつ、merryhachi、もぐす、もなか、タカヒロ、鵠沼亮介、三上枝織、大坪由佳、津田美波、大久保瑠美、藤田咲、豊崎愛生、加藤英美里、三森すずこ、アニメ公式[109]

## アニメ
テレビアニメ第1期は2011年7月から9月まで放送された。同第2期は『ゆるゆり♪♪』のタイトルで2012年7月から9月まで放送された。同第3期は『ゆるゆり さん☆ハイ！』のタイトルで2015年10月から12月まで放送された。
また、スピンオフ漫画『大室家』を原作としたアニメ映画の第1作『大室家 dear sisters』が2024年2月2日、第2作『大室家 dear friends』も同年6月21日に公開された。そちらについても子記事を参照。

## タイアップ
叡山電鉄
2020年7月から2021年5月31日まで、本作のラッピングを施したデオ720形電車の運行、コラボポスターの掲出、スタンディパネルの設置、1日乗車券の発売を実施。

## トレーディングカードゲーム
プレシャスメモリーズ
2012年3月30日にスターターデッキとブースターパックが発売された。
ひるしゃすめもりーず
ACE2012で限定発売された「プレシャスメモリーズ」のパロディカード。そのため、「プレシャスメモリーズ」のデッキに組み込むことはできない。
「ひだまりスケッチ」とのコラボであり、赤座あかりと「ひだまりスケッチ」のゆのが収録された。
ChaosTCG
2012年7月21日にトライアルデッキが、9月15日にブースターパックが発売された。

## 携帯電話用の配信アプリ
フィーチャーフォンでもきせかえテーマなどあるが、スマートフォン用のアプリが充実しており日捲りカレンダー「まいにちゆるゆり」（カヤック）、ボイスアプリ「ゆるゆり目覚ましアプリ」（PONY CANYON）、「ゆるゆりシェイクユー」（PONY CANYON）「ゆるゆり 絵コンテアプリ」（動画工房）、カーナビアプリ「MAPLUSキャラdeナビ」が発売されたが、現在はほとんどが配信終了している。

## 他作品との関連
- 本作と同じく『コミック百合姫』で連載されている、倉田嘘による漫画作品『百合男子』では、他の実在の作品への言及と共に、百合漫画を愛好する主人公が特に入れ込んでいる作品として本作への言及がある。『ゆるゆり』がテレビアニメ化された際には、放送枠内でのテレビCMとして『百合男子』の宣伝も行われ、そのことが話題になった[115]。同作の作者である倉田は、本作『ゆるゆり』のアンソロジーコミックや、増刊『まんがなもり ゆるゆりSPECIAL』にも参加している。一方、『ゆるゆり』では、原作第53話（第8巻収録）が『コミック百合姫』掲載の他作品の宣伝に充てられており、扉絵が『百合男子』第1巻表紙のパロディになっている他、あかり達が『百合男子』や『飴色紅茶館歓談』、『きものなでしこ』、『ふ〜ふ』などの作品について語るシーンが登場する。
- 夏緑原作によるライトノベル『ぷいぷい！』とは、作中作の設定を共有している[116]。詳細は「魔女っ娘ミラクるん」を参照。
- アニメ『俺がお嬢様学校に「庶民サンプル」としてゲッツされた件』の第5話にて、ゆるゆりの原作単行本が登場した。原作出版元である一迅社繋がりである。
- PS Vita用ゲームソフト『ミラクルガールズフェスティバル』に3Dのキャラクターモーションと、テレビアニメ第1期のOP曲の「ゆりゆららららゆるゆり大事件」と、第2期のOP曲の「いぇす!ゆゆゆ☆ゆるゆり♪♪」が収録された。
- アニメ『ヲタクに恋は難しい』の第2話にて、ゆるゆりの原作単行本が登場した。エンディングに協力として、「一迅社」の項目にクレジットされた。

## その他
2024年3月1日、富山市の定例記者会見で、富山市長の藤井裕久が本作のキャラが描かれたマンホール（全10種類）が一迅社から富山市に寄贈されたことが発表された。同マンホールは富山駅周辺に4ケ所、五福公園に3ヶ所、中心市街地に2か所、岩瀬地区に1ヶ所設置された。
2025年、富山県警察の交通安全啓発ポスターに、同作品のキャラクターが起用された。